# James P. Kem

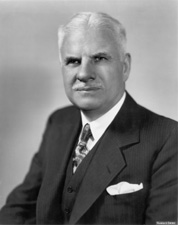
James Preston Kem

James Preston Kem (* 2. April 1890 in Macon, Missouri; † 24. Februar 1965 in Charlottesville, Virginia) war ein US-amerikanischer Politiker (Republikanische Partei) und von 1947 bis 1953 Senator für den Bundesstaat Missouri.

## Biografie
Nach dem Besuch der Pflichtschule besuchte Kem die Blees Military Academy, graduierte 1910 an der University of Missouri und machte 1913 seinen Abschluss in Rechtswissenschaften an der Harvard Law School. Kurze Zeit praktizierte Kem in Kansas City, bis er von 1917 bis 1919 als Soldat der Infanterie im Ersten Weltkrieg kämpfte. Danach lebte er in Kansas City, wo er weiterhin als Rechtsanwalt tätig war. Kem war im Gegensatz zu anderen späteren Senatoren kein Politiker, der durch die Häufung zahlreicher politischer Funktionen auffiel. Dennoch gelang es ihm, 1946 in das Amt des US-Senators gewählt zu werden. Er besiegte den Demokraten Frank P. Briggs, der erst zwei Jahre zuvor als Ersatz für Harry S. Truman zum Senator ernannt wurde. Kem fungierte in dieser Funktion eine Legislaturperiode von sechs Jahren, vom 3. Januar 1947 bis zum 3. Januar 1953. Während seiner Zeit als Senator war Kem ein bekennender Gegner der Politik von Präsident Truman. Seine Wiederwahl im November 1952 scheiterte an dem Demokraten Stuart Symington.
Im Jahr 1961 ging Kem in Pension und ließ sich in Virginia nieder. Er erwarb hier eine Farm, auf der er Aberdeen Angus züchtete. Er starb vier Jahre später, wenige Wochen vor seinem 75. Geburtstag.